# Hernan Bas
Hernan Bas (Miami, Florida, 1978) es un artista estadounidense de origen cubano.

## Biografía
Se licenció en 1996 por la New World School of the Arts de Miami. Su obra, en palabras del crítico de arte Mark Coetzee, se recrea en la producción de la romántica y melancólica imaginería del viejo mundo y hace referencia a Wilde, Huysmans y otros escritores del periodo esteticista y decadente de la literatura. Ha reconocido públicamente su homosexualidad y una de sus constantes en su pintura es justamente la representación de escenas de contenido homosexual.
Su primera retrospectiva europea fue en la Kunstverein de Hánover (Alemania) en 2012. Fuera de su país natal, entre otras importantes galerías, ha expuesto en la Galería Victoria Miro de Londres o en la de Emmanuel Perrotin de París.
Bas se instaló en Detroit, donde tiene su estudio, en que fue remozada por Nicola Kuperus y Adam Lee Miller (integrantes también de la banda de música electrónica Adulto). El edificio pertenece a una manzana llamada Service Street, famosa por el gran número de artistas de las variadas disciplinas que trabajan allí, entre ellos el pionero de la música electrónica Derrick May.

## Exposiciones
En septiembre de 2018, Bas inauguró la exposición Hernan Bas: A Brief Intermission, muestra de 36 obras en el CAC de Málaga.

## Obra en colecciones privadas
Sus obras pertenecen a colecciones privadas como la de la Familia Rubell de Miami, cuyos fondos se exhibieron en una exposición en el Museo Brooklyn de Nueva York (2009).

## Obra en colecciones públicas
Las obras de Bas forman parte de la colección permanente del MoMA de Nueva York, del Museo de Arte Moderno de San Francisco, del Museo Brooklyn y del Museo de Arte Contemporáneo de Miami, entre otros.